# Liste des Orques de la Terre du Milieu
Cette liste des Orques de la Terre du Milieu recense les Orques apparaissant dans le légendaire de l'écrivain britannique J. R. R. Tolkien.
Les personnages inventés pour les adaptations de ces œuvres se trouvent dans l'article sur ces adaptations. En particulier en ce qui concerne les films réalisés par Peter Jackson : la liste des personnages inventés pour les films du Seigneur des anneaux et celle inventée pour les films du Hobbit.

## Au Premier Âge
Le Silmarillion ne donne aucun nom d'Orque, mais divers individus de cette race sont mentionnés dans d'autres textes de Tolkien portant sur le Premier Âge. Dans La Chute de Gondolin, écrit vers 1916-1917, plusieurs de leurs chefs sont nommés : Balcmeg, dont le nom signifie « cœur de malheur », Lug et Othrod, tués par Tuor, et Orcobal, « leur principal champion », vaincu par Ecthelion. La réécriture du Lai de Leithian, datant de 1949-1950, mentionne un Gorgol le Boucher, tué par Beren Erchamion durant ses années de hors-la-loi en Dorthonion.
L'Orque le plus mentionné du Premier Âge est le capitaine Boldog. Il apparaît dans le chant VII du Lai de Leithian, où il est dit avoir été envoyé par Morgoth pour attaquer Doriath et lui ramener Lúthien, mais il périt lors de cette incursion, tué par le roi Thingol lui-même. Il réapparaît dans le même rôle dans la Quenta Noldorinwa de 1930, puis disparaît des textes de Tolkien pendant plus de trente ans. Sa dernière mention a lieu dans le cadre d'un essai sur l'origine des Orques, et Tolkien y émet l'hypothèse que le nom de Boldog ait en fait été un titre attribué aux Orques les plus puissants, qui étaient à l'origine des Maiar.

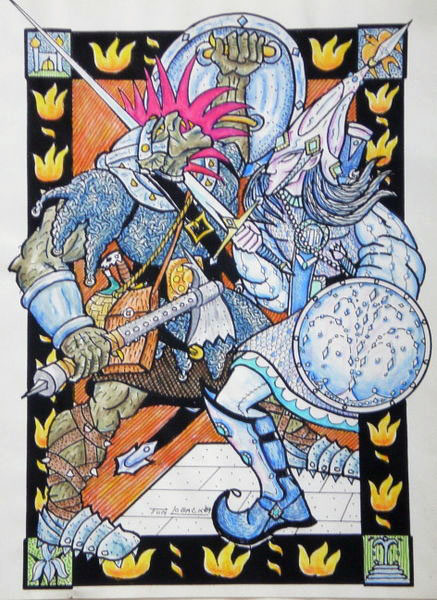
Ecthelion tue Orcobal
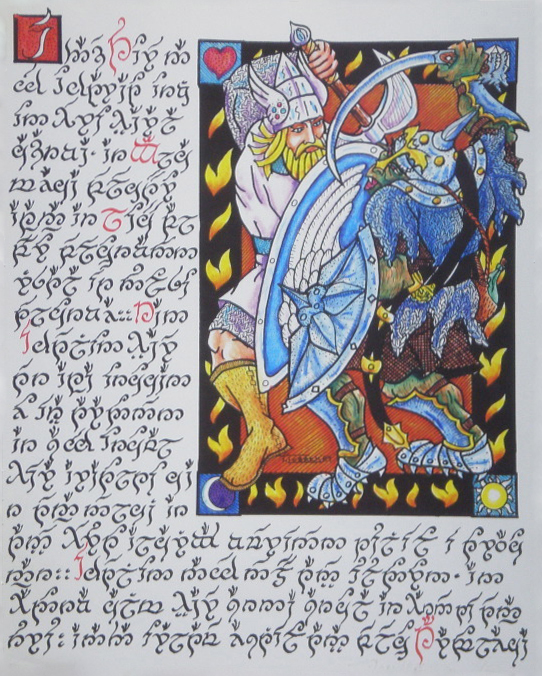
Tuor tue Othrod
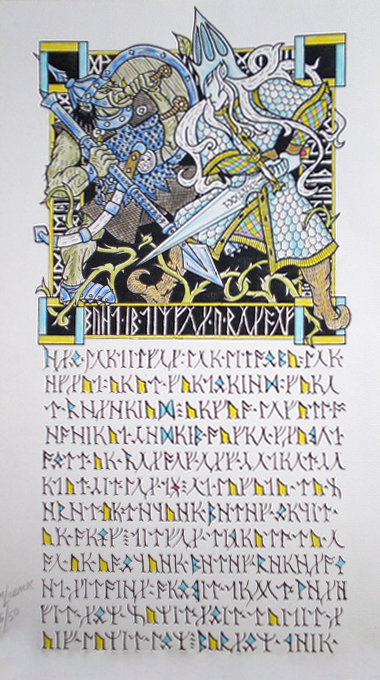
Thingol affronte Boldog

## Au Troisième Âge

### Azog
Azog, père de Bolg, est le chef des Orques de la Moria.
En 2790 T.A., il tue Thrór et lui grave son nom sur le front ; c'est ce meurtre qui déclenche la guerre des Nains et des Orques dans les Monts Brumeux. Les Nains pourchassent leurs adversaires de Gundabad jusqu'à la Moria, où Azog dirige les principales troupes des Orques dans la bataille d'Azanulbizar. Il parvient à tuer Náin, mais la bataille tourne à son désavantage. Il tente de fuir, mais le jeune Dáin Pied-d'Acier le rattrape et le décapite (2799 T.A.).
Dans la trilogie Le Hobbit de Peter Jackson, Azog est interprété par Manu Bennett. Il apparaît comme un orque blanc, chevauchant un warg de la même couleur. Durant la bataille d'Azanulbizar, il décapite Thrór, puis combat Thorin, mais ce dernier lui tranche le bras et son armée est mise en déroute. Cependant, il survit à la bataille et reçoit un bras prothétique. Cherchant à se venger des Nains et en particulier de Thorin, et obéissant aux ordres du Nécromancien, il envoie des orques à sa poursuite, puis prend lui-même la tête d'une expédition et se lance à ses trousses. La compagnie de Thorin, réfugiée dans des sapins, lui échappe grâce aux aigles. Azog est également le général des Orques durant la bataille des Cinq Armées, au lieu de Bolg dans le livre. Il tue Fíli à Ravenhill avant d'être tué par Thorin, non sans avoir mortellement blessé ce dernier.

### Bolg
Bolg est le fils d'Azog. Il est le roi des gobelins de Gundabad et les mène à la bataille des Cinq Armées, en 2941 T.A. Lui et sa garde personnelle parviennent à blesser mortellement Thorin, mais il est ensuite tué par Beorn.
Dans les films Le Hobbit : La désolation de Smaug et La Bataille des Cinq Armées, Bolg est interprété par Lawrence Makoare et John Thui. Comme son père, c'est un grand orque pâle, puissant et doué au combat.
Dans le film, Bolg est le second d'Azog, son père, et mène la cinquième armée d'orques et de chauve-souris dans le troisième opus. C'est également lui qui reprendra la chasse de Thorin Écu-de-chêne jusqu'à Lacville et qui tuera Kili devant Tauriel, juste après avoir assommé Bilbon Sacquet. Il périt en affrontant Legolas.

### Golfimbul
Golfimbul est un chef orque des Monts Brumeux. Il lance une attaque sur la Comté en 2747 T.A., mais est vaincu et tué par Bandobras Touque à la bataille des Champs Verts.

### Grishnákh
Grishnákh est un Orque au service de Sauron, décrit comme « une créature de courte taille et de forte carrure, aux jambes torses et aux longs bras qui tombaient presque jusqu'à terre ».
Lors de la Guerre de l'Anneau, il est le capitaine d’une patrouille d'une cinquantaine d’Orques du Mordor dont la mission consiste à intercepter la Communauté de l'Anneau et à récupérer l’Anneau unique pour leur maître. Ils rejoignent une compagnie d'Uruk-hai de Saroumane et des Gobelins de la Moria en Rohan. Après l'attaque de la Communauté à Amon Hen sur les bords de l’Anduin, au cours de laquelle Boromir est tué, ils parviennent à capturer Merry et Pippin.
La tension monte rapidement entre Grishnákh et Uglúk, le chef des Uruk-hai de Saroumane, dont les vues sont diamétralement opposées quant à ce qui doit être fait des deux hobbits. Grishnákh est au courant de la raison pour laquelle Sauron recherche des hobbits, et Merry et Pippin en profitent pour le tromper. Il les emporte à l'écart du camp pour les fouiller, mais est tué par un Rohir.

### Shagrat
Shagrat est un Uruk du Mordor qui commande une troupe stationnée dans la tour de Cirith Ungol.
C'est lui qui a volé la chemise de mithril de Frodon Sacquet. Sa troupe connaît un violent conflit avec celle d'un autre capitaine, Gorbag. Shagrat finit par tuer ce dernier, et il s'échappe pour apporter les effets de Frodon à la Bouche de Sauron.

### Gorbag
Gorbag apparaît dans tome 3 du Seigneur des Anneaux, Le Retour du Roi, où sa principale action est de se battre avec Shagrat pour la cotte de mithril (voir Shagrat).

### Snaga
Snaga n'est pas un Orque particulier : c'est le nom donné aux Orques moindres par les Uruks. Deux Orques sont appelés ainsi dans Le Seigneur des anneaux : le premier provient de l'Isengard et suit Uglúk ; le second est un orque du Mordor en poste à Cirith Ungol.
En langue gobeline, ce mot signifie « esclave ».

### Uglúk
Ugluk (« Ouglouk » dans la première traduction) est un Uruk au service de Saroumane. Son nom a été improprement[réf. nécessaire] francisé en Ouglouk dans la traduction du Seigneur des anneaux.
Il est le chef de l'expédition d'Uruk-hai qui vise à récupérer les Hobbits, détenteurs de l'Anneau. Les Uruk-hai enlèvent Merry et Pippin, croyant que l'un d'entre eux est le porteur de l'Anneau, et prennent le chemin de l'Isengard pour les mener devant Saroumane. Mais Uglúk n'atteint jamais Orthanc : il est tué à la lisière de la forêt de Fangorn par l'éored d'Éomer.
Dans l'adaptation de Peter Jackson, il n'est que le second de Lurtz, qu'il remplace à sa mort. Il dirige les Uruk-hai en route vers l'Isengard, mais est bientôt rejoint par les Orques de Mordor et de la Moria. Près de la forêt de Fangorn, tandis que Grishnakh suggère de manger les Hobbits, Uglúk déclare qu'ils ne sont pas à manger. Un Snaga sortant son couteau, l'Uruk le décapite. Les Uruks commencent alors à décimer les Orques, puis tous (Orques et Uruk-hai) sont exterminés peu de temps après par les Rohirrim.

## Cas douteux
Gothmog n'est pas obligatoirement un Orque. Dans Le Retour du roi, c'est un des lieutenants de Sauron au cours de la bataille des champs du Pelennor. Dans les adaptations de l'œuvre, il a pu être représenté comme un Orque (notamment dans les films de Peter Jackson), comme un Nazgûl, ou comme un semi-troll.
Dans le Silmarillion, le nom est aussi porté par le roi des Balrog de Morgoth.